# Tetrafenilborato di sodio
Il tetrafeniborato di sodio è il sale di sodio dello ione complesso (C6H5)4B– (scritto di solito BPh4–) che, a sua volta, è formalmente l'addotto del trifenilborano con un anione fenile C6H5–.
A temperatura ambiente si presenta come un solido bianco dall'odore di fenolo. È un composto nocivo.

## Sintesi e struttura
Il tetrafenilborato di sodio è sintetizzato dalla reazione tra tetrafluoroborato di sodio e bromuro di fenilmagnesio:
NaBF4  +  4 PhMgBr  →  2 MgBr2  +  2 MgF2  +  NaBPh4
Questa è un caso particolare della reazione più generale:
{\displaystyle {\ce {NaBF4 + 4 ArMgBr -> 2 MgBr2 + 2 MgF2 + NaBAr4}}}
Una sintesi correlata prevede l'uso di fenilsodio al posto del reattivo di Grignard: 
NaBF4  +  4 PhNa  →  4 NaF  +  NaBPh4
A differenza dei piccoli controanioni, come il nitrato e gli alogenuri, il tetrafenilborato conferisce lipofilia ai suoi sali. Sono stati sintetizzati molti tetraarilborati analoghi contenenti gruppi arilici con sostituenti sia elettrondonatori, che elettroaccettori.
Il sale anidro adotta una struttura polimerica allo stato solido in cui sono presenti interazioni Na+-fenile. Come tale il sale potrebbe essere classificato come un composto organosodico.

## Usi in sintesi organica

### Preparazione di sali diN-acilammonio
L'aggiunta di tetrafenilborato di sodio a una soluzione di un'ammina terziaria e un cloruro acido in acetonitrile fornisce il sale di acilonio precipitando NaCl dalla miscela di reazione. Questo metodo ha un'ampia applicazione:
{\displaystyle {\ce {RC(O)Cl + R'3N + NaB(C6H5)4 -> [RC(O)NR'3][B(C6H5)4] + NaCl}}}
Il tetrafenilborato di sodio viene anche impiegato come donatore di fenile nelle reazioni di accoppiamento incrociato catalizzate da palladio che coinvolgono vinil e ariltriflati per fornire arilalcheni e composti biarilici in buone rese e in condizioni lievi, rispettivamente.

### Uso in chimica di coordinazione
L'anione tetrafenilborato, di cui il suo sale di sodio è vettore, è spesso utilizzato in chimica organometallica perché conferisce migliore solubilità nei solventi organici poco polari e perché da esso si ottengono sali di buona cristallinità. Ad esempio, i complessi omolettici di trimetilfosfito {M[P(OCH3)3]5}2+ (Ni, Pd e Pt, tutti ioni in configurazione elettronica d8) sono stati preparati come sali di tetrafenilborato.  Allo stesso modo, il tetrafenilborato di sodio è stato usato per isolare complessi contenenti ligandi di diazoto. Nella reazione di seguito, il tetrafenilborato di sodio consente a N2 di spostare il legante di cloruro, che viene rimosso dalla soluzione come precipitato di cloruro di sodio:
{\displaystyle {\ce {FeHCl(difosfina)2 + NaB(C6H5)4 + N2 -> [FeH(N2)(difosfina)2]B(C6H5)4 + NaCl}}}
L'anione tetrafenilborato non è stabile alla protonazione, per cui non si può usare con cationi soggetti a idrolisi acida o in ambiente acido. Con acidi forti, l'anione viene sottoposto a protonolisi per dare trifenilborano e benzene:
{\displaystyle {\ce {H+ + B(C6H5)4- -> B(C6H5)3 + C6H6}}}

## Tetraorganoborati correlati
Anioni non coordinanti spesso si basano su tetraarilborati, con sostituenti elettronegativi. Gli esempi includono B(C6F5)4− e l'acido di Brookhart contenente l'anione tetrakis[3,5-bis(trifluorometil)fenil]borato.